# Coto
Coto (fl. I secolo a.C.) è stato un principe e condottiero gallo, esponente di antichissima e influente nobiltà del popolo gallico degli Edui, tradizionali alleati dei Romani e schierati inizialmente al fianco di Cesare nelle sue campagne galliche.
L'aspirazione ad essere nominato alla magistratura suprema, ricoperta l'anno prima dal fratello Valeziaco, lo portò in contrasto con Convittolitave, a sua volta assurto a quella carica per scelta dei sacerdoti, secondo l'usanza di quel popolo.
Le tensioni e le divisioni che ne seguirono, anche all'interno del senato, divisero il popolo in due fazioni armate e lo portarono sull'orlo della guerra civile.

La confederazione edua alleata di Roma a fronte di Arverni e Sequani.

L'intervento diretto di Cesare gli impose di deporre le armi in favore di Convictolitave, la cui nomina era avvenuta in conformità delle usanze edue.
L'ascesa del rivale porterà però, nonostante l'avallo di Cesare, alla rottura della tradizionale alleanza con Roma e al passaggio degli Edui, al fianco dei ribelli di Vercingetorige.